# Purpurita
La purpurita és un mineral de la classe dels fosfats, i dins d'aquesta al grup trifilita de minerals. Anomenada així l'any 1905 per Louis C. Graton i Waldemar T. Schaller del llatí purpureus (escarlata, vermell), en al·lusió al seu característic color. Va ser descoberta aquell mateix any en una mina prop de Kings Mountain al comtat de Gaston, a l'estat de Carolina del Nord (Estats Units).

## Característiques
La Purpurita és un fosfat anhidre de ferro i manganès. Cristal·litza en el sistema ortoròmbic. Forma una sèrie de solució sòlida amb l'heterosita, en la qual la substitució gradual del manganès per ferro va donant els diferents minerals de la sèrie. Això fa que sigui comú com a impuresa en la seva fórmula l'aparició d'altes quantitats de ferro.
Segons la classificació de Nickel-Strunz, la purpurita pertany a «08.AB: Fosfats, etc. sense anions addicionals, sense H₂O, amb cations de mida mitjana» juntament amb els següents minerals: farringtonita, ferrisicklerita, heterosita, litiofil·lita, natrofilita, sicklerita, simferita, trifilita, karenwebberita, sarcòpsid, chopinita, beusita, graftonita, xantiosita, lammerita, lammerita-β, mcbirneyita, stranskiita, pseudolyonsita i lyonsita.

## Formació i jaciments
És un mineral que es forma majoritàriament com a producte de l'alteració de la litiofil·lita en complexos de pegmatites de tipus granit. Més rares vegades també s'ha vist que s'ha format a partir de la reacció entre el guano de ratapinyada i jaciments de ferro-manganès que entren en contacte amb l'aigua marina. Les espècies de la sèrie de solució sòlida purpurita-heterosita són minerals secundaris formats per l'oxidació del ferro i/o manganès amb la simultània lixiviació de liti. Els productes intermedis d'aquesta alteració són la ferrisicklerita i la sicklerita. Als territoris de parla catalana tan sols ha estat descrita al Cap de Creus (Alt Empordà).